# Comuna Horinciovo, Hust
Horinciovo (în ucraineană Горінчово) este o comună în raionul Hust, regiunea Transcarpatia, Ucraina, formată din satele Dilok, Horinciovo (reședința), Kutlaș, Posici și Siuriuk.

## Demografie
Componența lingvistică a comunei Horinciovo
     Ucraineană (99,23%)
     Alte limbi (0,76%)
Conform recensământului din 2001, majoritatea populației comunei Horinciovo era vorbitoare de ucraineană (99,23%), existând în minoritate și vorbitori de alte limbi.